# Sở Điệu vương
Sở Điệu Vương (chữ Hán: 楚悼王, trị vì 401 TCN - 381 TCN), hay Sở Điệu Chiết vương (楚悼折王), tên thật là Hùng Nghi (熊疑), hay Mị Nghi (羋疑), là vị vua thứ 36 của nước Sở - chư hầu nhà Chu trong lịch sử Trung Quốc.
Hùng Nghi là con của Sở Thanh vương, vua thứ 35 của nước Sở. Năm 402 TCN, vua cha Sở Thanh vương bị cường đạo giết chết, Sở Điệu vương cùng kì huynh Vương tử Định tranh đoạt vương vị,Điệu vương giành chiến thắng.Vương tử Định trốn đến nước Ngụy cầu cứu tam Tấn.

## Sự nghiệp
Năm 400 TCN, liên quân ba nước Tam Tấn là Hàn, Ngụy, Triệu tấn công nước Sở, tiến đến Tang Khâu, đánh bại quân Sở, tiến đến Thặng Khâu mới rút lui.
Năm 398 TCN, Sở Điệu vương cử quân đánh nước Trịnh, tiến đến thủ phủ của Trịnh là Tân Trịnh. Cùng năm, ông tấn công biên giới nhà Chu.
Năm 393 TCN, ông lại đánh Hàn, chiếm đất Phụ Thử. Hai năm sau, quân 3 nước Tam Tấn lại tấn công Sở, quân Sở bại trận ở Du Quan. Sở Điệu vương bèn mang của biếu nước Tần để kết liên minh chống Tam Tấn.
Đến năm 391 TCN, Sở lại giao chiến với Tam Tấn ở Đại Lương và Du Quan, bị Tam Tấn đánh bại.
Năm 387 TCN, đại tướng Ngô Khởi nước Ngụy bị Ngụy Vũ hầu nghi ngờ, phải chạy sang Sở, được bổ làm Thái thú Uyển quận. Sau đó Sở Điệu vương lại phong Ngô Khởi làm Lệnh doãn (tướng quốc), nắm giữ quốc chính. Ngô Khởi đề ra pháp luật, tiến hành một số cải cách như giảm tước lộc và quyền lực của các đại thần, bỏ không chu cấp cho những người họ nhà vua đã xa quá năm đời, hậu đãi binh lính, bãi bọn vô năng, phế bọn vô dụng, trị bách quan, thân vạn dân, thực phủ khố, tăng cường huấn luyện quân đội, cấm dân du, tướng tam quân, sử sĩ tốt lạc tử, địch quốc bất cảm mưu làm cho quân mạnh, về phía bắc củng cố lại hai đất Trần và Sái, phía Tây hòa hoãn với nước Tần, phía nam bình định Bách Việt, làm nước Sở lại cường thịnh.
Sự lớn mạnh của nước Sở khiến chư hầu lo ngại, đồng thời các quý tộc nước Sở bị đụng chạm quyền lợi đều muốn hại Ngô Khởi, nhưng vì Sở Điệu vương trọng dụng nên không làm gì được.
Năm 381 TCN, Ngụy đánh Triệu, Ngô Khởi đem quân cứu Triệu, đóng ở Lâm Trung, đại thắng được quân Ngụy.
Cùng năm đó, Sở Điệu vương qua đời. Ông ở ngôi 21 năm. Ngô Khởi nghe tin đem quân về thì bị các đại thần và tông thất đánh. Ngô Khởi cùng đường chạy đến ôm thây Điệu vương mà khóc, quân nổi loạn giơ cung bắn chết Ngô Khởi, bắn cả vào thi thể của ông. Sau đó thái tử Hùng Tang lên ngôi, tức Sở Túc vương, Túc vương xét đến tội bắn vào thi thể Điệu vương, giết chết đến 70 nhà.